# مسجد القبلتين

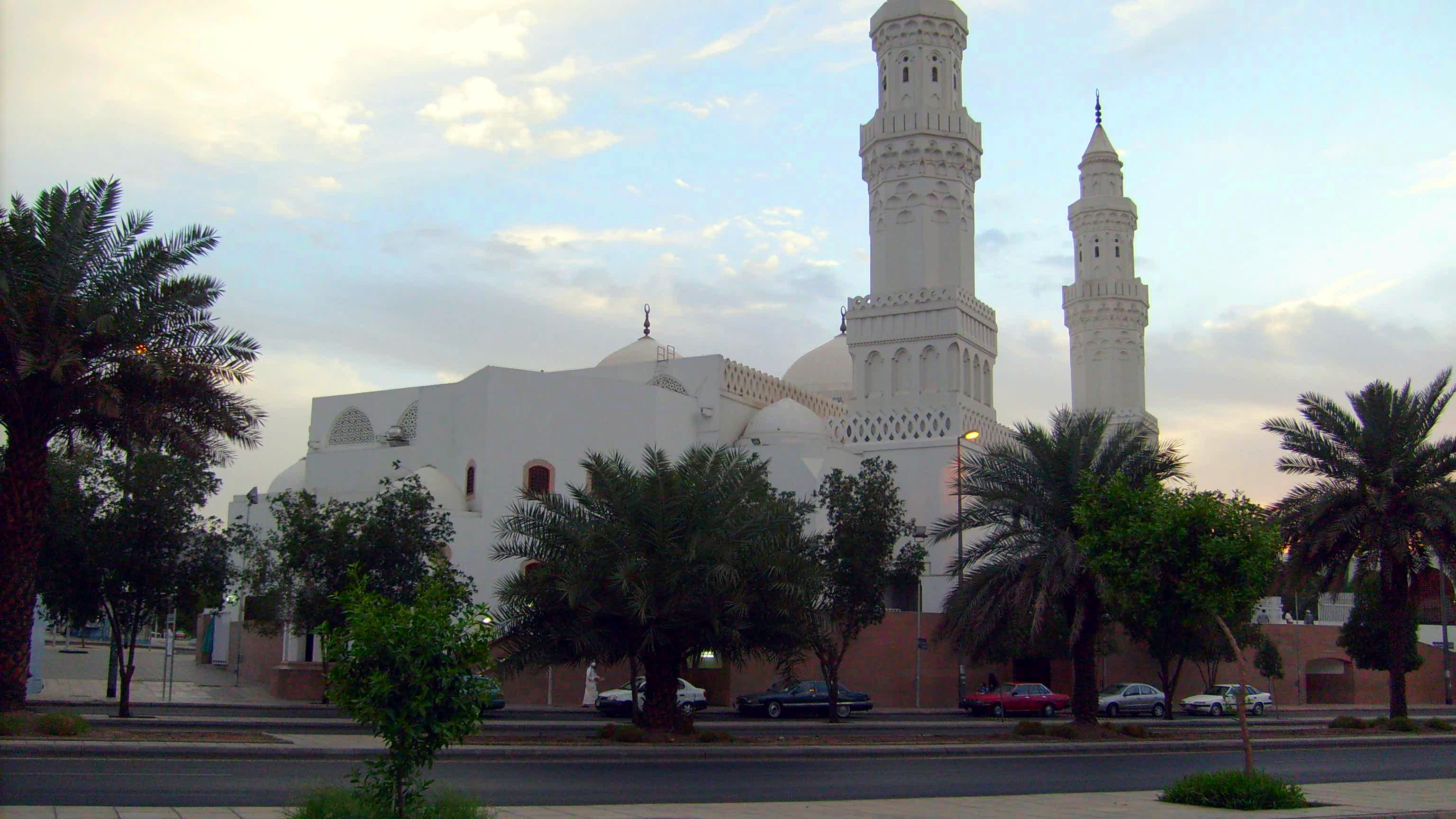
مسجد القبلتين

مسجد القبلتين، ويسمى أيضا بمسجد بني سلمة وهو مسجد يقع في الطرف الغربي من المدينة المنورة ويشتهر ببياضه الناصع

## الموقع
يقع مسجد القبلتين على بعد 4 كلم من المسجد النبوي، في منطقة بني سَلِمَهْ على هضاب حرة الوبرة في الطريق الشمالي الغربي للمدينة المنورة، وتحديداً على طريق خالد بن الوليد وتقاطعه مع شارع سلطانة (المركز التجاري في المدينة المنورة)، وهو قريب جداً من الدائري الثاني (طريق الملك عبد الله) من جهة الغرب.

## وصف البناء
- عبارة عن مبنى هيكلي من الخرسانة المسلحة
- يتكون من صالة مستطيلة أمامها من الجهة الشمالية رحبة محاطة بسور
- في ركنه الشمالي الشرقي مئذنة
- يُصعد إلى المسجد بواسطة سلالم بالجهة الغربية
- نُظمت على حوائط المسجد نوافذ مستطيلة حيث يعطي بناء المسجد الطابع البسيط.[3]
- مساحة المسجد: 3920 مترًا مربعًا
- تعلوه قبتان الأولى قطرها 8 م والثانية 7 م والارتفاع ما يقارب 17 م لكل منهما.

## مراحل تطوير مهمة في المسجد
- قام الخليفة عمر بن عبد العزيز بتجديد المسجد والاعتناء به.
- في سنة 893 هـ قام الشجاعي شاهين الجمالي (كبير خدم المسجد النبوي في ذلك الوقت) بتعميره وتجديد سقفه.
- في سنة 950 هـ قام السلطان العثماني سليمان القانوني بتجديد المسجد وتعميره، ثم أعيد بناؤه في عهد الملك عبدالعزيز.[4]
- في سنة 1408 هـ تم الانتهاء من توسعة وتجديد المسجد بالشكل الحالي وذلك بعهد خادم الحرمين الشريفين الملك فهد بن عبد العزيز آل سعود.
- في سنة 1426 هـ تمت تحديثات لمصلى النساء تشمل إضافة دورات مياه جديدة وسلالم متحركة ومداخل..

## سبب التسمية
سبب تسمية المسجد يعود إلى أنّه بعدما أمر الله تعالى نبيّه محمد ﷺ بالتوجّه نحو المسجد الأقصى في الصلاة وجعلها قبلة لهم، دعا النبي محمد ربه أن يعيده إلى قبلة الأنبياء وهي الكعبة المشرفة، فنزل الوحي على النبي وهو يصلي جماعةً في الناس صلاة (الظهر أو العصر) في الركعة الثانية، وعندما نزلت الآيات «المكتوبة في الأسفل» ، غيّر النبيّ محمد اتجاه القبلة أثناء أداء الصلاة نفسها نحو البيت الحرام وتبعه الجماعة المصلّون خلفه وغيروا قبلتهم نحو الكعبة المشرفة، ومن ثمّ تقدمهم النبي محمد إلى أن وصل أمامهم ليكمل الصلاة كإمامٍ لهم كما كان أوّل الصلاة عينِها.
- الآيات التي نزلت هي: (قَدْ نَرَى تَقَلُّبَ وَجْهِكَ فِي السَّمَاءِ فَلَنُوَلِّيَنَّكَ قِبْلَةً تَرْضَاهَا فَوَلِّ وَجْهَكَ شَطْرَ الْمَسْجِدِ الْحَرَامِ وَحَيْثُ مَا كُنْتُمْ فَوَلُّوا وُجُوهَكُمْ شَطْرَهُ وَإِنَّ الَّذِينَ أُوتُوا الْكِتَابَ لَيَعْلَمُونَ أَنَّهُ الْحَقُّ مِنْ رَبِّهِمْ وَمَا اللَّهُ بِغَافِلٍ عَمَّا يَعْمَلُونَ)[5]

## معرض صور

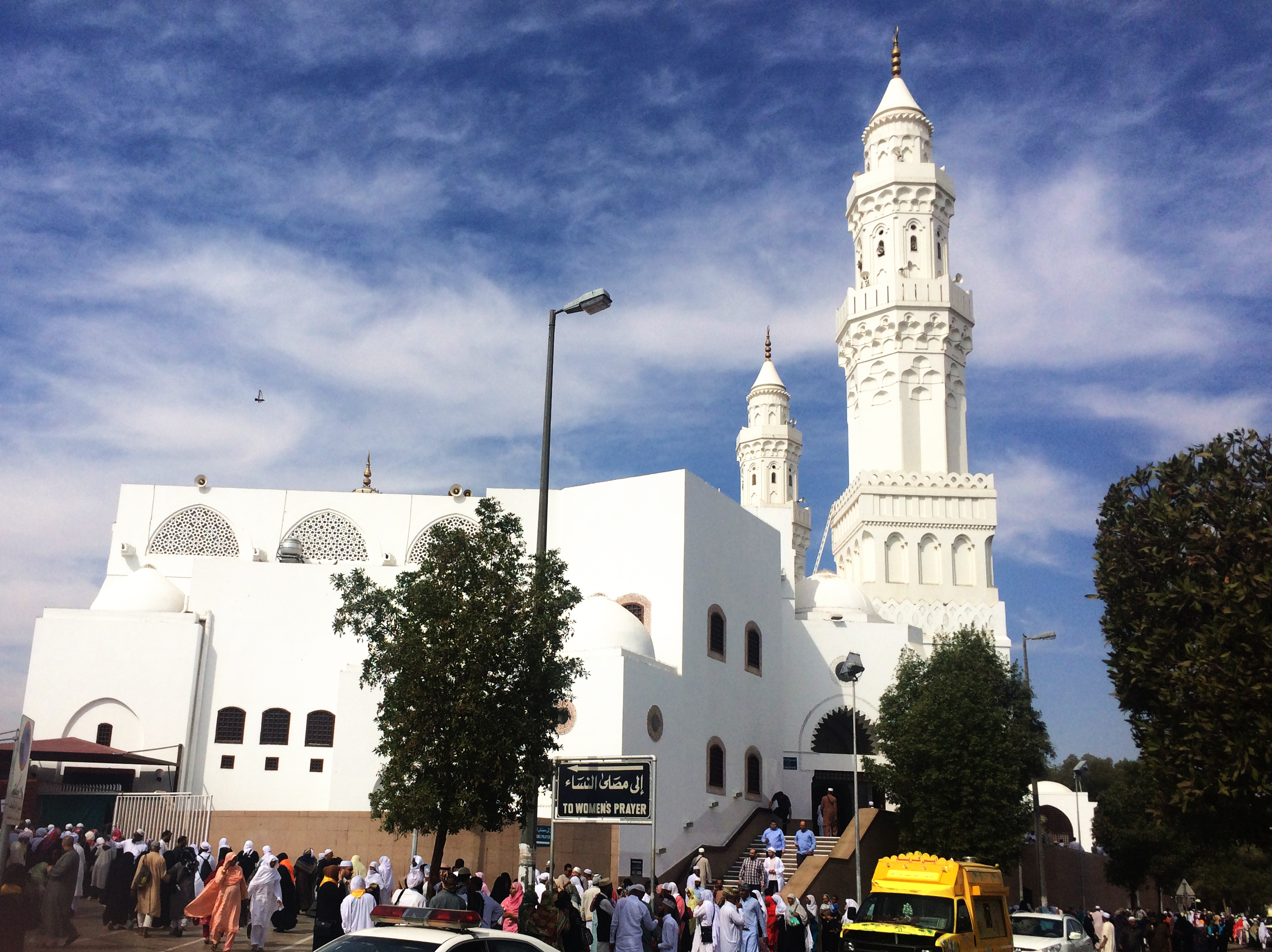
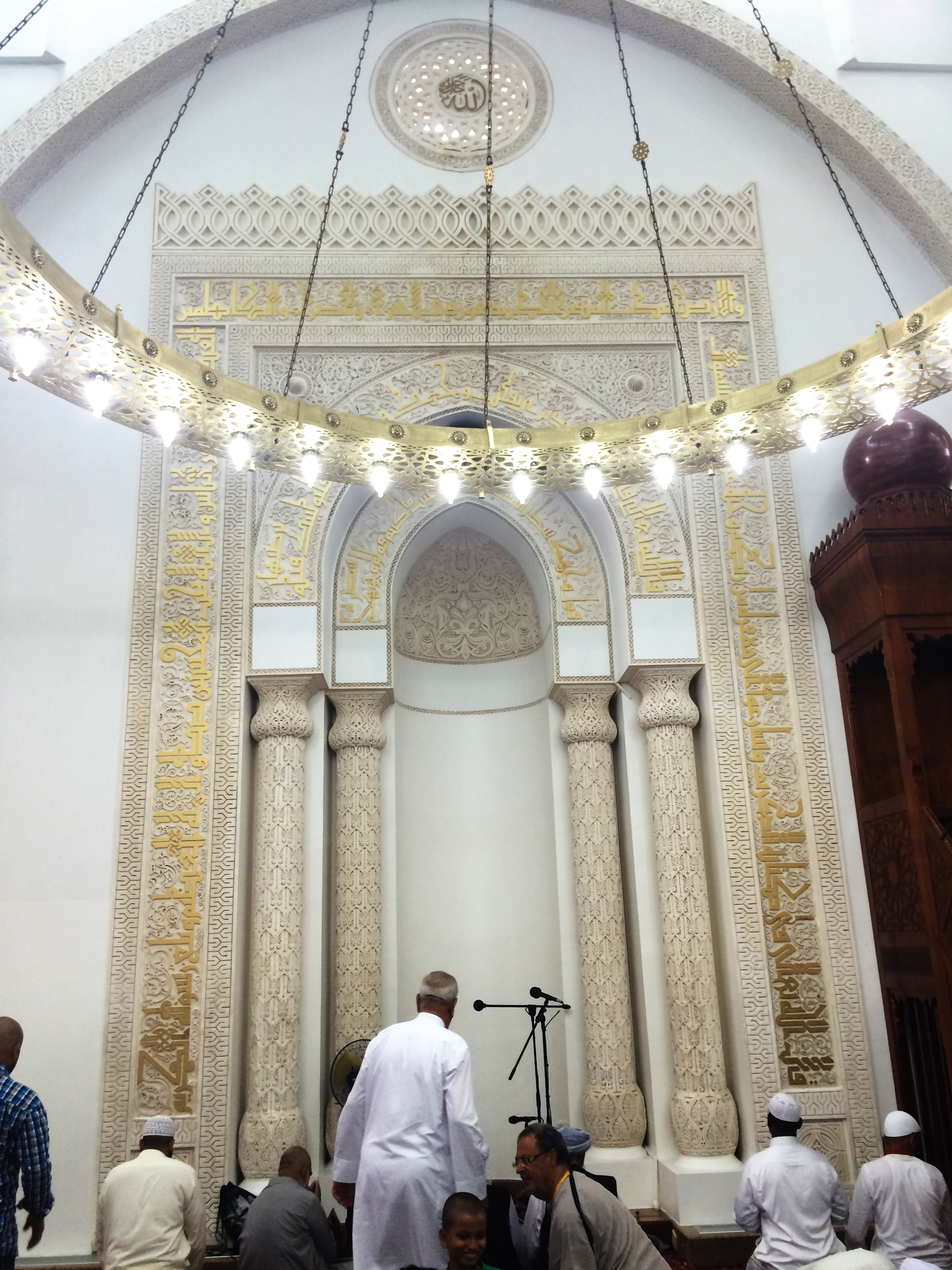
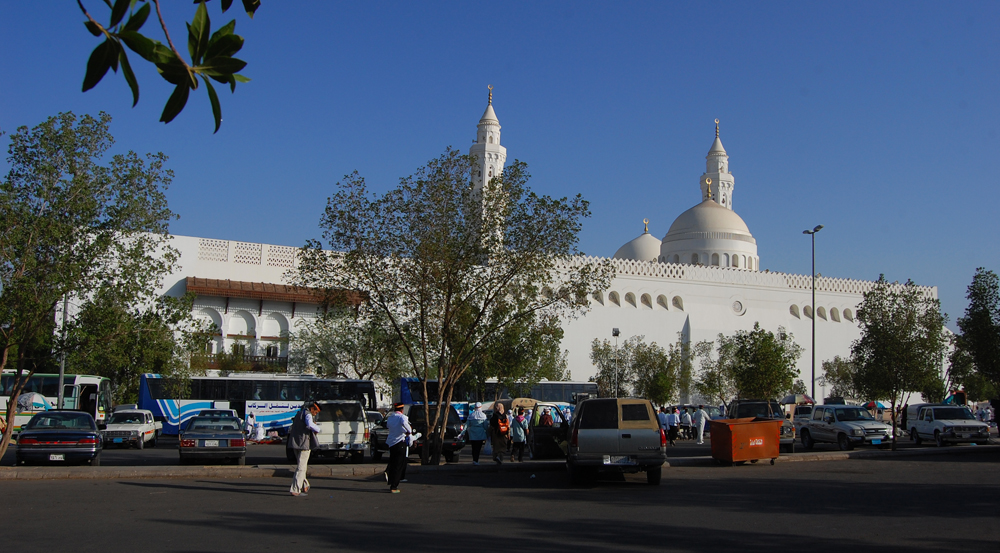

## وصلات خارجية
- مسجد «القبلتين» في المدينة المنورة.. مَعلَم بارز ومكانة تاريخية.
- مسجد القبلتين.. شاهد على تحويل اتجاه القبلة إلى المسجد الحرام.